# Задоновская
Задоновская — деревня в Нукутском районе Усть-Ордынского Бурятского округа Иркутской области. Входит в муниципальное образование «Хареты».

## География
Деревня расположена на правом берегу реки Тангутка в 31 км к юго-востоку от Саянска, в 28 км к северо-северо-западу от посёлка Новонукутский и в 218 км от Иркутска. Высота над уровнем моря: 565 м.
Деревня состоит из одной улицы (ул. Центральная). Почти полностью окружена тайгой. В 1,5 км к северо-востоку находится ближайшая деревня Побединская.
Имеется подъездная дорога от проходящей рядом тупиковой автодороги Хареты — Побединская.

## Население
| 2002 | 2010 | 2011 | 2012 |
| ---- | ---- | ---- | ---- |
| 29   | ↘16  | →16  | →16  |